# Stadtdekanat Solingen
Das Stadtdekanat Solingen ist eins von 15 Dekanaten im Erzbistum Köln und umfasst drei Pfarrgemeinden.
Die Pfarrgemeinden decken sich größtenteils mit dem Gebiet der Stadt Solingen (Nordrhein-Westfalen). Ausnahme sind die einzelne Gebiete des Stadtteils Solingen-Aufderhöhe: Gosse, Holzkamp, Höher Heide, Horn, Josefstal, Kesselsweiher, Landwehr, Landwehrhöhe, Nußbaum (die linke Straßenseite) und Rupelrath sowie der Ohilgser Ortsteil Tränke gehören zur Pfarrei St. Josef und St. Martin Langenfeld und damit zum Kreisdekanat Mettmann. Hinzu kommen leichte Grenzverschnitte im Bereich der Städte Hilden und Haan.

## Zugehörige Gemeinden
Insgesamt liegen auf dem Gebiet des Stadtdekanats 14 Kirchen, die zu drei Pfarreien gehören.
- Pfarrei St. Clemens (Gräfrath, Central)
  - St. Clemens (Stadtmitte)
  - St. Mariä Himmelfahrt (Gräfrath)
  - St. Michael (Central)
  - St. Engelbert (Mangenberg)
  - Heilig Kreuz

- Pfarrei St. Johannes der Täufer (Burg, Höhscheid)
  - St. Suitbertus (Höhscheid)
  - St. Josef (Krahenhöhe)
  - St. Mariä Empfängnis (Kohlsberg)
  - St. Mariä Königin (Widdert)
  - St. Martinus (Burg)

- Pfarrei St. Sebastian (Aufderhöhe, Merscheid, Ohligs, Wald)
  - St. Joseph (Ohligs)
  - St. Katharina (Wald)
  - Liebfrauen (Aufderhöhe/Löhdorf)
  - St. Mariä Empfängnis (Merscheid)

## Ehemalige Stadtdechanten
- 1986–2010 Heinz-Manfred Jansen
- 2010–2016 Bernhard Dobelke